# 二苯甲酰肼
二苯甲酰肼（缩写DBH）是一种人工合成的含氮有机化合物，分子式C14H12N2O2，其许多衍生物能作为殺蟲劑。